# 9091 Ishidatakaki
9091 Ishidatakaki è un asteroide della fascia principale. Scoperto nel 1995, presenta un'orbita caratterizzata da un semiasse maggiore pari a 2,4422776 UA e da un'eccentricità di 0,2064340, inclinata di 2,40378° rispetto all'eclittica.